# Пять сантимов «Колос»
Пять сантимов Колос (фр. Cinq centimes épi) — французская монета, выпускавшаяся в 1961—1964 годах.
Рисунок монеты был разработан Раймоном Жоли в ходе подготовки к денежной реформе 1960 года. В 1959 году был изготовлен прототип монеты из бронзы, в 1960 и 1961 годах чеканились пробные монеты. Чеканка монет для обращения была начата в 1961 году. В 1964 году чеканка была прекращена, а в 1966 году начата чеканка монет нового типа — Пять сантимов Марианна.
| Год  | Тираж       | Примечания         |
| ---- | ----------- | ------------------ |
| 1959 | ???         | прототип из бронзы |
| 1960 | ???         | пробная            |
| 1961 | 3 500       | пробная            |
| 1961 | 39 000 000  |                    |
| 1962 | 166 360 000 |                    |
| 1963 | 71 900 000  |                    |
| 1964 | 126 480 000 |                    |